# Hymenophyllum tomaiiviense
Hymenophyllum tomaiiviense är en hinnbräkenväxtart som först beskrevs av Garth Brownlie och fick sitt nu gällande namn av Ebihara och Kunio Iwatsuki.
Hymenophyllum tomaiiviense ingår i släktet Hymenophyllum och familjen Hymenophyllaceae. Inga underarter finns listade i Catalogue of Life.